# René-Louis Vallée
René-Louis Vallée (1926 – 4 augustus 2007) was een Frans ingenieur en docent in de elektrotechniek aan het INSTN. Hij verkreeg enige bekendheid door zijn speculatieve ideeën over vrijelijk toegankelijke energie.

## Levensloop en werk
Vallée studeerde aan de École Supérieure d'Électricité. Hij werkte als onderzoeksingenieur bij het Commissariat à l'énergie atomique (CEA) in Saclay. Tot de jaren zeventig hield Vallée zich vooral bezig met digitale elektronica. In 1970 publiceerde hij daarover een boek, Analyse binaire (in twee delen van elk meer dan 150 pagina's) en een aantal kortere artikelen.
Het jaar daarop gaf hij bij dezelfde wetenschappelijke uitgeverij (Éditions Masson) een boek uit "L'énergie Electromagnétique Matérielle et Gravitationnelle". Hierin bestreed hij de in zijn ogen te mathematische formulering van de moderne natuurkunde en stelde dat er veel energie uit het vacuüm gehaald kon worden. Het boek ontving een vrij goede recensie in het wetenschappelijk tijdschrift Nature.
In 1973 deed hij een experiment waarbij hij een elektrische stroom van 5 V en 300 kA door een plasma stuurde. Daarbij bleek bètastraling vrij te komen met energieniveaus van meer dan 6 MeV. Vallée stelde dat er geen theorie of berekeningsmogelijkheden waren om dit resultaat te verklaren en postuleerde dat de resultaten nucleair van origine moesten zijn, veroorzaakt door onzuiverheden in het plasma.
Op basis van deze en andere observaties ontwikkelde hij daarna zijn zogenaamde Synergetische theorie. Deze stelt, dat alle krachten uiteindelijk elektromagnetisch van aard zijn en dat de ruimte zelf gevuld is met een zeer hoge energiedichtheid, die gevangen kan worden met de beschreven nucleaire effecten. Tot een peer reviewed wetenschappelijke publicatie over deze ideeën kwam het echter niet, maar sommige aanhangers zien in zijn werk een manier om in de toekomst de energiebehoeften te kunnen dekken.